# Saraca dives
Saraca dives és una espècie d'arbre de la família de les lleguminoses. Segons una llegenda, la Reina de Jiapiluowei (fa uns 2.500 anys) va donar a llum a Sakyamuni, el fundador del budisme, sota aquest arbre. Per aquesta raó, aquest és un arbre sagrat pels budistes, i els seus monjos han adoptat el color taronja daurat de les seves flors, com el color de la seva roba.

## Distribució i hàbitat
L'espècie es troba al nord-est del sud-est asiàtic (Xina, Vietnam i Laos), on té lloc a les riberes dels rius i rierols, en alçades compreses entre els 200 i els 1.000 metres.

## Descripció
Es tracta d'una espècie que pot arribar als 20 metres d'alçada, i un diàmetre del tronc principal, a l'alçada del pit d'un home, de 25 centímetres de gruix. Els seus pecíols fan entre 7 i 12 centímetres, i connecten les branques o branquetes amb les fulles, les quals estan formades per 5 o 6 parells de folíols que tenen forma el·líptica. Els folíols són estrets i allargats. Tenen flors de color taronja daurat, que floreixen entre l'abril i el maig, i que cauen entre el juliol i l'octubre.

## Ús
L'escorça s'utilitza en medicina per alleujar el reumatisme i la menorràgia, mentre que les flors, que són grans i vistoses, sovint s'utilitzen de forma ornamental.